# Abus sexuels de l'abbé Pierre

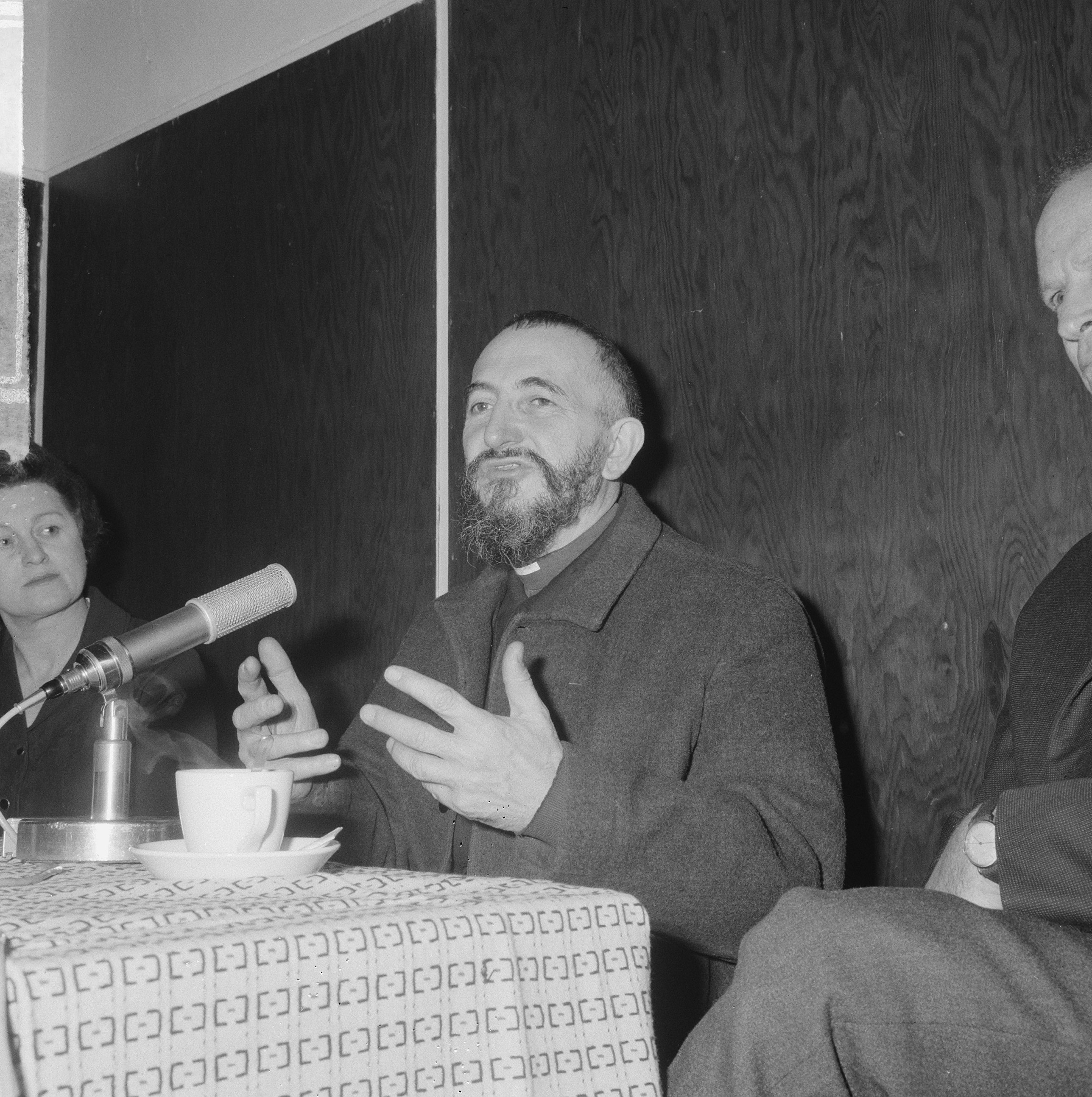
L'abbé Pierre donnant une conférence à Amsterdam en 1965.

Les abus sexuels de l'abbé Pierre concernent des faits d'agressions sexuelles et de viols commis par l'abbé Pierre sur des majeures et une dizaine de mineurs des deux sexes. Ils sont révélés au fil de quatre rapports commandés au cabinet Egaé par Emmaüs International qui sont publiés en juillet et septembre 2024, ainsi qu'en janvier et juillet 2025. 45 témoignages de victimes sont recueillis. Une commission indépendante est mandatée par le mouvement Emmaüs pour apporter un éclairage historique sur ces abus s'étalant sur plusieurs décennies. Emmaüs et l’Église catholique en France s'associent pour indemniser les victimes par l'intermédiaire de la Commission reconnaissance et réparation (CRR).

## Rapport de juillet 2024
Le 17 juillet 2024 Emmaüs International publie un rapport de huit pages commandé au cabinet Egaé, dont la rédaction est assurée par sa créatrice, la militante féministe Caroline De Haas. Ce rapport fait suite au témoignage d'une femme, fille d'un couple proche de l'abbé Pierre, venue rencontrer dans un premier temps Véronique Margron, présidente de la Conférence des religieux et religieuses de France, en mai 2023. Elle dénonce des « gestes graves » commis à son encontre au début des années 1980 alors qu'elle avait seize ou dix-sept ans. Emmaüs France, averti en juin, la rencontre en septembre 2023 et décide avec Emmaüs International et la Fondation Abbé-Pierre de poursuivre l'enquête en la confiant dans le plus grand secret au cabinet Egaé,,.
Le rapport présente les témoignages de sept femmes relatant des « comportements pouvant s'apparenter à des agressions sexuelles ou des faits de harcèlement sexuel » de la part de l'abbé Pierre entre la fin des années 1970 et 2005, l'une d'entre elles étant mineure au moment des premiers faits,,. Deux témoignages mentionnés dans le rapport font état de signalements aux dirigeants d'Emmaüs en 1992 et en 1995 auxquels l'association n'a pas donné suite. Le rapport relève « une forme d’emprise, alimentée par la différence d’âge, le statut de l’abbé Pierre et une forme d’idolâtrie, ou la situation de subordination entre lui et les personnes (proximité familiale, travail) ». Les témoignages recueillis présentent des similitudes. Ils décrivent notamment des attouchements répétés sur la poitrine, généralement commis lorsque l'abbé Pierre est seul avec ses victimes sur lesquelles il semble exercer une emprise psychologique.
Selon le quotidien La Croix « ce rapport dévoile un homme d’Église qui ne s’empêche pas de chercher à assouvir ses pulsions, se sentant autorisé à poser des gestes répréhensibles par la loi de l’époque. » Pour le magazine Le Pèlerin, il « fait des révélations choquantes, mais il alimente déjà la polémique » en raison des controverses qui entourent le cabinet Egaé et sa directrice Caroline De Haas. L'enquête du magazine La Vie, sortie le jour de la parution du rapport, fait état de faits connus anciens remontant aux années 1950 et 1960.
Le 24 juillet, une source proche du dossier fait savoir que la plateforme Egaé a recueilli une dizaine de nouveaux témoignages.

### Tribune de quatre chercheurs de la Ciase
Le 20 juillet, à la suite de la parution du rapport, le quotidien Le Monde publie la tribune de quatre chercheurs qui ont collaboré de 2019 à 2021 à la Commission indépendante sur les abus sexuels dans l'Église (Ciase). Ils déclarent ne pas être surpris par les révélations du rapport commandé par Emmaüs et la Fondation Abbé-Pierre. En effet, parmi les 1 200 témoignages adressés à la Ciase qu'ils ont eus à traiter, trois mettaient en cause l'abbé Pierre. Ces trois témoignages signés ont été jugés cohérents et écrits sans concertation entre leurs auteures. L'un d'eux se retrouve dans le rapport publié par Egaé,.
Les chercheurs estiment que « la compulsion sexuelle de l’abbé Pierre qui débouche dans l’agression récidivante paraît indubitable. Données archivistiques et témoignages sont nombreux et cohérents. Cette compulsion n’a jamais vraiment cessé. [Le cas de] l'abbé Pierre confirme aussi, si c'était nécessaire, que la déviance sexuelle dans le clergé catholique était fort équitablement répartie dans toutes les tendances, progressistes ou intransigeantes ». Ils mettent aussi en cause le silence volontaire de la hiérarchie catholique et de l'œuvre fondée par l'abbé Pierre : « Les évêques informés et les responsables d’Emmaüs ont étouffé les affaires. L’occultation créait un secret partagé, au détriment des agressées, jamais prises en compte. […] Les évêques des années 1950 n’ont pris aucune sanction canonique. […] Les dirigeants d’Emmaüs se sont contentés de mettre en garde de manière officieuse et elliptique des femmes travaillant pour Emmaüs. »

### Réactions de l’Église catholique

L'abbé Pierre et Albert Decourtray, primat des Gaules en 1987

Dans une tribune parue dans Le Figaro le 26 juillet 2024, Éric de Moulins-Beaufort, président de la Conférence des évêques de France, estime que le texte des quatre chercheurs « atteint, quoi qu'on puisse en dire, l'honneur des milliers de prêtres et de diacres […] en France [et] fait porter une fois de plus un soupçon sur les évêques, accusés plus ou moins explicitement d'avoir "étouffé l'affaire" ». Il juge qu'« une étude attentive des archives sera nécessaire pour comprendre comment l'abbé Pierre a alors reçu les mesures prises, s'il les a respectées ou non, et comment elles ont été suivies par les autorités ecclésiales concernées ».
Selon l'un des chercheurs de la Ciase signataire de la tribune, le diocèse de Grenoble, dont dépendait l’abbé Pierre, « a reconnu disposer de données, sans les avoir communiquées », ce qu'affirme également la chercheuse Axelle Brodiez-Dolino interrogée par le magazine La Vie : « Le dossier de l’abbé [Pierre] à l’évêché de Grenoble est étonnamment vierge. Ne figurent que quelques pages relatives à la Résistance. J’ai cherché en vain les autres pièces : elles ont disparu… ». En réponse à la tribune, le responsable du service communication du diocèse de Grenoble dément le 26 juillet : « Lors de la visite de l’un des quatre signataires de l’article, le 20 juin 2020, les archives demandées ont été mises à l’entière disposition de la Ciase. […] Le diocèse de Grenoble-Vienne réfute toute volonté d’obstruction ou de rétention d’information »,.

### Réactions du mouvement Emmaüs et de «compagnons de route»

#### Emmaüs et la Fondation Abbé-Pierre
Dans un communiqué, Emmaüs International, Emmaüs France et la Fondation Abbé-Pierre « saluent le courage des personnes qui ont témoigné et permis, par leur parole, de mettre au jour ces réalités ». Le communiqué annonce la mise en place immédiate d'« un dispositif de recueil de témoignages, strictement confidentiel, s’adressant aux personnes ayant été victime[s] ou témoin[s] de comportements inacceptables de la part de l'abbé Pierre » confié au cabinet Egaé. Il est destiné à rester actif jusqu'au 31 décembre 2024,,.
Le délégué général de la Fondation, Christophe Robert, se dit sous le choc de la découverte de tels actes et « en colère » : « J’en veux à l’abbé Pierre d’avoir fait ainsi souffrir ces femmes et je salue le courage qu’elles ont eu de témoigner. »

#### Proches de l'abbé Pierre
Ancien président des communautés Emmaüs et ensuite d'Emmaüs France entre 1995 et 2007, Martin Hirsch dit avoir eu connaissance par des membres historiques du mouvement de ce qui lui avait été présenté comme les « pulsions » et la « maladie » de l'abbé Pierre. Selon lui, « le plus choquant, c’est que l’abbé Pierre avait comme mot d’ordre "servir premier les plus souffrants", et l’on s’aperçoit aujourd’hui qu’il a créé de la souffrance, parmi des personnes qui ne pouvaient pas se défendre ». Il fait valoir que « l’un des principaux enseignements qu'il faut tirer de cette révélation, c’est que la défense des plus vulnérables ne peut se faire dans une zone de non-droit. L’abbé Pierre a fondé les communautés Emmaüs, comme une utopie, en marge de la légalité. Puisque les règles sociales ne savaient pas trouver une place aux exclus, les communautés se dispenseraient des règles, l’esprit de solidarité en tenant lieu. » Selon son avis, qu'il attribue aussi aux responsables du mouvement Emmaüs, « le meilleur hommage à rendre aux victimes, c’est de continuer le combat contre la misère. ».
Biographe et ami intime de l'abbé Pierre, Pierre Lunel, sans mettre « en cause ni en doute les plaintes qui ont été émises », affirme ne jamais avoir eu connaissance d'agressions sexuelles. Selon lui, « il ne faut pas imaginer l’abbé Pierre dans la peau d’un séducteur galopant. Ses pulsions, ses désirs, il les vivait douloureusement. Pour lui, il s'agissait d'un péché ». Membre du mouvement depuis 1982 et confesseur de l'abbé Pierre, Jean-Marie Viennet indique qu'il connaissait « ses difficultés quant à son rapport aux femmes », mais déclare n'avoir « jamais eu vent d’agressions ni de viol ». Autre proche de l'abbé Pierre, Bernard Kouchner, interrogé le 3 août 2024 par le quotidien Le Monde, qualifie les accusations de « ridicules » : « Je me souviens d’avoir parlé de femmes plusieurs fois avec lui. Ça en restait à un flou absolu. [Il] est très dommageable de s’attacher à ça quand on sait que l’Église se voit reprocher des choses beaucoup plus graves et beaucoup plus précises. L’histoire de l'abbé Pierre ne me semble pas d’une gravité profonde. »

## Nouvelles accusations dans le second rapport (septembre 2024)
Le 6 septembre 2024, le cabinet Egaé publie un second rapport faisant état de dix-sept nouveaux témoignages, dont douze sont directs et cinq indirects. Ils évoquent des propos à caractère sexuel, des baisers forcés, des agressions sexuelles sur une personne vulnérable et sur plusieurs mineures, ainsi que des fellations imposées, qui peuvent être qualifiées de viols. Les accusations concernent la période comprise entre les années 1950 et 2000 et émanent de différents pays qui comprennent, en plus de la France, les États-Unis, le Maroc et la Suisse,. Outre ces dix-sept nouveaux témoignages circonstanciés, plusieurs personnes entendues par Egaé disent avoir été informées des cas de six autres femmes identifiées qui auraient été victimes d'abus sexuels, y compris des mineures, qui n'ont pu être contactées.
Dans un communiqué commun avec Emmaüs France et Emmaüs International, la Fondation Abbé-Pierre annonce le changement de son nom et de son logo, la fermeture du lieu de mémoire d'Esteville dédié au fondateur et la mise en place d'une commission indépendante d'historiens chargée d'enquêter sur les dysfonctionnements qui ont permis à l'abbé Pierre de commettre des abus pendant plus de 50 ans,,. La commission pourra accéder à l'ensemble des archives d'Emmaüs. Selon le quotidien La Croix, « les accusations de femmes mineures au moment des faits, dont une était alors âgée de 9 ans, marquent un tournant particulièrement grave dans l’affaire concernant le fondateur d’Emmaüs [et] une escalade brutale [...] de nature à changer radicalement la perception du "héros" de la lutte contre le mal-logement ».
Dans un entretien accordé au Parisien le 7 septembre, Véronique Margron demande à Emmaüs la mise en place d'une instance de réparation destinée aux victimes de l'abbé Pierre, sur le modèle de l'Instance nationale indépendante de reconnaissance et réparation (Inirr) et de la Commission reconnaissance et réparation (CRR). Elle fait valoir que la responsabilité « échoit au mouvement Emmaüs car l'abbé Pierre, jusqu'à la fin, en a été l'image et le fondateur ». Selon elle, les accusations portées contre le prêtre évoquent un « prédateur en série » comparable à Jean Vanier ou aux frères Thomas et Marie-Dominique Philippe,. Interrogé sur RTL le 9 septembre, Adrien Chaboche, directeur général d'Emmaüs international, déclare que le mouvement réfléchit et travaille à la question de l'indemnisation. L'Inirr se dit prête à indemniser les victimes de l'abbé Pierre qui étaient alors mineures.

### Enquêtes journalistiques
Le 9 septembre 2024, Laetitia Cherel, journaliste de la Cellule investigation de Radio France publie une enquête documentée qui reproduit différentes archives sur les abus de l'abbé Pierre dans les années 1950-1960. Dans l'article, la Conférence des évêques de France répond indirectement aux chercheurs de la Commission indépendante sur les abus sexuels dans l'Église qui accusaient dans la tribune du Monde Emmaüs et la hiérarchie catholique d'avoir à l'époque cherché à dissimuler les agissements de l'abbé Pierre : « Un ou des évêques ont peut-être su des choses et les ont peut-être insuffisamment traitées en leur temps, tous les évêques, à travers le temps, n’ont pas tout su de l'Abbé Pierre, loin de là. » L'enquête aborde également la question de ce que savaient les responsables d'Emmaüs, dont les témoignages sur ce point sont contradictoires.
La Radio télévision suisse (RTS) diffuse le 15 septembre 2024 une enquête qui dévoile la double vie du prêtre lors de ses fréquents séjours à Genève dans un hôtel situé à proximité du quartier chaud des Pâquis. Elle cite notamment le témoignage que Grisélidis Réal, écrivaine et ancienne prostituée, avait livré lors de l'émission Ciel, mon mardi ! sur TF1 le 15 mai 1990, essuyant par la suite menaces et insultes. Contrairement aux journaux suisses qui en avaient parlé abondamment, la presse française avait alors passé le fait sous silence. Selon un autre témoignage, l'abbé Pierre entretenait une liaison avec une femme de la communauté Emmaüs de Genève en parallèle avec des relations avec d'autres femmes. Celles qui l'approchaient étaient mises en garde contre le prêtre pour prévenir de « potentiels dérapages ». Selon Laetitia Cherel, auteure de l'enquête de Radio France, interrogée par la RTS, qui avait recueilli sept ans auparavant des témoignages sur l'abbé Pierre, « ses nombreuses victimes étaient « déchirées par le devoir de vérité » et « un conflit de loyauté, envers un homme qu'elles respectaient, voire idolâtraient » ». La communauté Emmaüs de Genève conteste avoir eu connaissance des faits rapportés par l'enquête,.
Le 17 septembre, le quotidien 20 Minutes révèle l'existence d'un court passage d'une biographie consacrée à Saul Alinsky parue en 2010. Militant contre la pauvreté, Alinsky avait mis en place aux États-Unis des collectifs en faveur des démunis, dont l'un situé à Chicago, avait reçu l'abbé Pierre en avril-mai 1955. L'auteur de la biographie fait allusion à l'épisode américain qui avait fait scandale en ces termes : « Un prêtre français connu sous le nom de "chiffonnier d’Emmaüs" arriva à Chicago. […] Il transportait avec lui une réputation de saint. Personnage tout droit sorti du Paris de Victor Hugo, il travaillait parmi les plus pauvres des pauvres […] À Chicago, l’abbé s’avéra moins attentif aux démunis qu’aux dames. Il s’ensuivit quelques journées d'opéra-comique pendant lesquelles Saul [Alinsky] et Jack Egan, qui ne parlaient pas un mot de français, tentèrent de coincer le prêtre dans un avion pour qu’il puisse retourner dans sa patrie et s’occuper des misérables. » Cette information a été portée à la connaissance du cabinet Egaé,.

## Troisième rapport du cabinet Egaé (janvier 2025)
Le 13 janvier 2025, le mouvement Emmaüs et la Fondation Abbé Pierre rendent public un recueil de neuf nouveaux témoignages et une synthèse du cabinet Egaé. L'abbé Pierre est notamment accusé d'un viol sur un garçon âgé de neuf ans. Deux autres récits concernent également des mineurs âgés de 8 à 10 ans. Il aurait aussi commis des abus à caractère incestueux sur deux membres de sa famille. À ce stade, au moins 57 victimes ont été identifiées, dont certaines auraient été menacées par le prêtre pour les réduire au silence,,. Trois personnes font allusion à des clichés Polaroid que l'abbé Pierre aurait pris des personnes agressées, ce qui évoque à une expert judiciaire des « trophées », « une collection de victimes » conservée pour satisfaire « un besoin d’immortaliser le moment pour se le repasser plus tard »,. Selon des informations parvenues au journal Libération, le nombre d'affaires recensées par les rapports « est très en deçà de la réalité ». Le cabinet Egaé lui-même insiste sur le fait que ces nouveaux témoignages « ne permettent absolument pas de dresser un état des lieux exhaustif des comportements de l’abbé Pierre ».
Le 17 janvier, Éric de Moulins-Beaufort annonce sur RMC avoir demandé au lendemain de la parution du rapport l'ouverture d'une enquête judiciaire auprès du Parquet de Paris « de manière à ce qu'on puisse enquêter sur d'éventuelles autres victimes, des complices et des non-dénonciations »,. La gravité des faits révélés et la diffusion concomitante de deux documentaires à la télévision, sont à l'origine de cette action judiciaire dont les chances d'aboutir sont nulles compte-tenu de la prescription. Lors de son assemblée générale extraordinaire du 21 janvier, le mouvement Emmaüs décide de retirer de son logo la mention de son fondateur. La Fondation Abbé-Pierre devient quant à elle la Fondation pour le logement des défavorisés. Après analyse des trois rapports du cabinet Egaé, le parquet de Paris annonce le 4 février qu'aucune enquête ne sera ouverte, l'action publique étant éteinte par le décès de l'abbé Pierre, et les éventuels délits de non-dénonciation prescrits.

## Quatrième rapport Egaé (juillet 2025)
Un quatrième rapport paru le 9 juillet 2025 fait état de douze nouveaux témoignages, dont sept concernent des personnes mineures au moment des faits, ce qui porte à 45 le nombre de témoignages recueillis. Caroline De Haas explique que « la spécificité de ces nouveaux témoignages tient dans le nombre important de mineurs parmi les victimes ». Une dizaine de personnes mineures abusées par l'abbé Pierre ont au total été recensées, ce qui fait dire à la journaliste Bernadette Sauvaget que « désormais, l’abbé Pierre apparaît aussi comme un pédocriminel avéré ». L'indemnisation des victimes a été confiée par Emmaüs et l’Église catholique en France, sur leurs fonds propres, à la Commission reconnaissance et réparation (CRR) mise en place en 2021. Les trois personnes qui se sont adressées directement à l'Instance nationale indépendante de reconnaissance et réparation (Inirr) seront indemnisées par cette seconde instance, créée elle aussi la même année après le rapport de la Ciase,.
Des témoignages mettent également en cause des personnes autres que l'abbé Pierre, cependant proches de lui. Un couple responsable d’une antenne locale d'Emmaüs a exercé des violences sexuelles de manière répétée sur deux sœurs mineures, de même que les propres parents des fillettes. Celles-ci ont aussi été abusées sexuellement dans les années 1970 par l'abbé Pierre alors qu'elles avaient respectivement 11 et 15 ans (agression sexuelle pour la première et viol pour la seconde) lors de son séjour dans une  maison achetée pour Emmaüs par le premier couple. (voir infra). La plus jeune au moment des faits a aussi été victime « de violences commises par des religieux et par un prêtre ». Elle a été indemnisée par l'Instance nationale indépendante de reconnaissance et réparation (Inirr). Concernant les agissements de ces tierces personnes, une note a été rédigée par le cabinet Egaé à destination de la justice. L’abbé Pierre aurait aussi protégé un responsable d'une communauté Emmaüs en intervenant pour empêcher la poursuite d'une enquête policière sur des abus sexuels qu'il aurait commis,. Pour Bernadette Sauvaget, « le récit de ces violences pose la question redoutable d’une possible activité criminelle en réseau ».
Une seconde note adressée à la justice concerne un témoignage retrouvé dans les archives personnelles de l’abbé Pierre. Il a été écrit par « un jeune garçon faisant état de violences physiques et sexuelles subies dans le cadre de soirées organisées par des adultes ». Cependant, selon le rapport, « aucun lien n’a pu être établi avec l’abbé Pierre »,.

## Connaissance des agissements de l'abbé Pierre

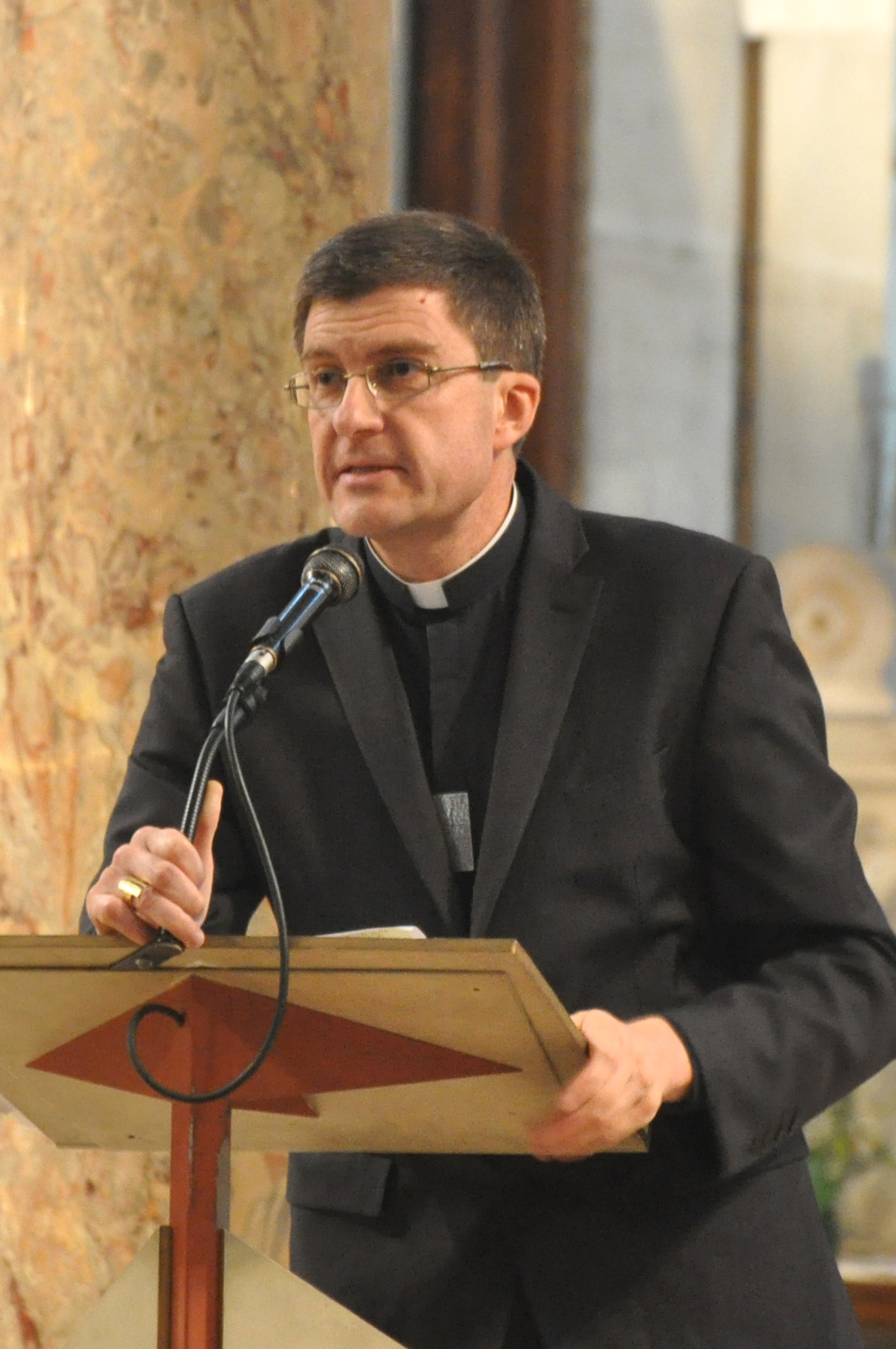
Éric de Moulins-Beaufort, président de la Conférence des évêques de France.

### Dans l’Église catholique
Interrogé par RCF et Radio Notre Dame, le président de la Conférence des évêques de France (CEF), Éric de Moulins-Beaufort annonce le 12 septembre 2024 l'ouverture des archives sur l'abbé Pierre détenues par le Centre national des archives de l'Église de France, notamment aux chercheurs de la commission indépendante mise en place par Emmaüs, mais aussi aux journalistes, sans attendre les 75 ans qui sont la règle après la mort d'un prêtre,. Ces archives, qui comprennent 216 lettres, couvrent une période allant des années 1940 à 1971, mais s'arrêtent au-delà, sans que la raison en soit connue.
Le 13 septembre, le pape François, interrogé par un journaliste du Monde lors d'une conférence de presse, fait savoir que les faits de violences sexuelles de l'abbé Pierre étaient connus du Vatican depuis des années, au moins depuis sa mort en 2007. Il qualifie le fondateur d'Emmaüs de « terrible pécheur »,. Dans un communiqué paru le lendemain, la CEF salue « les propos du Pape [qui] encouragent à ce travail de vérité et de clarification historique autour de l'abbé Pierre » et redit ouvrir « dès à présent » ses archives,.
En réponse aux déclarations du pape, Éric de Moulins-Beaufort affirme dans une tribune au Monde publiée le 16 septembre qu'« il est désormais établi que, dès 1955-1957, quelques évêques au moins ont su que l’abbé Pierre avait un comportement grave à l’égard des femmes. » Il confirme les mesures prises contre lui que l'on peut juger « insuffisantes, [et] regretter qu’elles aient été gardées très confidentielles. » Il apparaît selon le président de la CEF que l'abbé Pierre se soit employé à tromper la vigilance de son socius dont on ne sait pas quelle a été la durée de sa mission de surveillance, ni s'il a rédigé des rapports à ce sujet. Éric de Moulins-Beaufort affirme qu'« il est établi aussi désormais que l’on savait, au moins dans certains cercles d'Emmaüs, l’abbé Pierre étant encore vivant, qu'il devait être surveillé parce qu’il était dangereux pour les femmes qui s’approchaient de lui. » ce que selon lui aucune biographie parue du vivant de l'abbé Pierre ou après sa mort ne laisse paraître. Il rejette l'idée que l'Église catholique prise dans son ensemble aurait « starifié » l'abbé Pierre, attribuant ce rôle aux médias à partir des années 1990, en faisant valoir que « l’abbé Pierre a presque toujours vécu à distance de tout cadre proprement ecclésial ». Il invite le Vatican à étudier ses archives « et dise ce que le Saint-Siège a su et quand il l'a su »,,
Le 17 septembre, le journal Libération, sous la plume de Bernadette Sauvaget, dévoile le contenu d'une lettre de janvier 1959 adressée par le nonce apostolique en France, Paolo Marella, au secrétaire de l'épiscopat, Jean-Marie Villot par laquelle le Saint-Siège fait connaître son opposition à un nouveau voyage de l'abbé Pierre au Canada. Ce document, issu des archives très récemment déclassifiées de l'épiscopat français, montre que le Vatican était dès cette année au courant des agissements du prêtre. La secrétairerie d'État posséderait des éléments à ce sujet. Ces archives indiquent que les évêques français ont constitué un dossier sur l'abbé Pierre, non divulgué à ce jour, qui n'aurait cependant pas été transmis à Rome. Bernadette Sauvaget souligne que l'affirmation d'Éric de Moulins-Beaufort selon laquelle « dès 1955-1957, quelques évêques au moins ont su que l’abbé Pierre avait un comportement grave à l’égard des femmes » est incomplète : à partir de 1958, de nombreux prélats ont eu connaissance des faits et « c’est bien collectivement que l’épiscopat a dû gérer le dossier très épineux de l’abbé Pierre, d’après les divers documents d’archives consultés par Libération. ». Le principal souci des évêques est d'éviter le scandale. Selon le quotidien La Croix dans son édition du 20 septembre, c'est même dès 1955 que « les informations sur ses frasques sexuelles circulaient largement parmi les évêques […] comme le montrent les nombreuses lettres entre le secrétariat de l’épiscopat et les évêques français de l’époque ». « Les documents que La Croix a pu consulter dessinent une gestion opaque de son cas par la hiérarchie de l’Église, qui avait connaissance de faits graves dès les années 1950. »
En mars 1958, le nom de l’abbé Pierre est inscrit à l’ordre du jour de l’Assemblée des cardinaux et archevêques de France (ACA) qui regroupe le quart le plus influent de l'épiscopat français. Cette gestion du cas de l'abbé Pierre, au plus haut niveau de l’Église catholique en France, est inhabituelle et témoigne de son importance, alors que canoniquement l'abbé Pierre dépend du seul diocèse de Grenoble. Le compte-rendu de séance est néanmoins introuvable. De nombreux évêques s'adressent à l'ACA dans les années 1950 et 1960 pour savoir quelle conduite tenir vis-à-vis du prêtre, ce qui montre qu'ils sont également au courant. En 1964, L'ACA « renouvelle les recommandations faites à plusieurs reprises sur l’abbé Pierre », ce qui laisse supposer que les problèmes persistent. Le 16 juin 1966, le secrétaire général de la Conférence des évêques de France (ex-ACA), qui a succédé à Julien Gouet, Roger Etchegaray (1922-2019), devenu par la suite un prélat influent en France et à Rome sous Jean-Paul II, signale au diocèse de Versailles que l'abbé Pierre a toujours interdiction de confesser,. Les archives personnelles de l'abbé Pierre révèlent par ailleurs qu'en 1993 l'un des évêques auxiliaires du cardinal Jean-Marie Lustiger, archevêque de Paris, a transmis à Emmaüs et au prêtre une copie de la lettre de 1958 adressée par le cardinal Maurice Feltin au ministre des anciens combattants, Edmond Michelet, pour le dissuader de décorer l'abbé Pierre, sans que les raisons de cet envoi tardif à Emmaüs en soient connues. Bernadette Sauvaget s'interroge : « À la lumière de ces éléments, il apparaît toutefois que le cardinal Lustiger ne pouvait pas ignorer les problèmes posés par [Henri] Grouès. Quels secrets ont été tus lors des obsèques nationales du prêtre, célébrées à Notre-Dame le 26 janvier 2007, en présence du chef de l’État Jacques Chirac, d’une partie du gouvernement et de très hauts prélats, notamment Jean-Marie Lustiger ? ».
Dans un livre paru le 17 avril 2025, les journalistes Laetitia Cherel et Marie-France Etchegoin révèlent que le Vatican était informé dès 1955 des agissements de l'abbé Pierre. Elles ont pu consulter un fonds d'archives du Dicastère pour la Doctrine de la foi, couvrant la période 1939-1958, qui avait été déclassifié en 2020 afin de permettre aux chercheurs d’éclaircir l'attitude du Vatican durant la Seconde Guerre mondiale,. À la suite de cette publication, la Conférence des évêques de France annonce dans un communiqué qu'elle « va se rapprocher de la Nonciature et du Vatican pour faire la lumière sur ces éléments dont elle n’avait pas connaissance. » Véronique Margron, présidente de la Conférence des religieux et religieuses de France, demande que « toutes les archives qui concernent l’abbé Pierre, il y en a notamment au Saint-Siège, soient ouvertes pour que les chercheurs, les journalistes puissent travailler ».

### Dans le mouvement Emmaüs
Dans son article paru dans Libération le 16 octobre 2024, Bernadette Sauvaget estime que « depuis le début de la crise provoquée par les révélations des violences sexuelles commises par l’abbé Pierre, la direction du mouvement Emmaüs s’est bunkérisée dans un lourd silence. » Aussi bien le dernier secrétaire particulier de l'abbé Pierre, Laurent Desmart, que son ancien confesseur Jean-Marie Viennet et l'ancien président d’Emmaüs France, Antoine Sueur, nommé en 2021, nient avoir eu connaissance des faits reprochés à l'abbé Pierre. De même, son successeur, Adrien Chaboche, affirme dans Le Pèlerin : « on ne sait pas qui savait, qui savait quoi et quelle était leur place dans l’organisation. À ce jour, nous n’avons aucune trace d’une interpellation officielle des instances du mouvement. » Ces affirmations sont, selon la journaliste, démenties par les archives qui montrent que le mouvement était dès les années 1950 au courant des agissements du prêtre. Ainsi Yves Goussaut, l'un des premiers compagnons d'Emmaüs et responsable du mouvement, en plus de gérer conjointement la crise ouverte par les incartades sexuelles de l'abbé Pierre lors du voyage en Amérique du Nord en 1955, en informe Lucie Coutaz, la secrétaire de l'abbé Pierre qui le restera jusqu'en 1982. Dans un courrier interne du 6 août 2024 consulté par Libération, une ancienne responsable d’Emmaüs témoigne ainsi : « Pour ma part, écrit-elle, je savais depuis le début des années 2010 que les premiers faits remontaient à 1957, voire avant. »
Philippe Dupont, devenu en 2010 directeur du centre Abbé-Pierre d’Esteville (Seine-Maritime), où le fondateur d’Emmaüs a résidé épisodiquement dans les années 1960 et 1970, et de manière permanente dans les années 1990, témoigne également que dès sa nomination « certaines personnes qui avaient connu [l'abbé Pierre] [lui] ont très vite parlé de relations avec des femmes. ». Les comportements de l’abbé étaient connus au sein d’Emmaüs. Selon l'un des témoins entendus par le cabinet ayant produit le rapport, « ce n’était pas un épiphénomène ». Le quotidien La Croix rapporte que « plusieurs femmes affirment également avoir rapporté les faits au sein du mouvement ». Une salariée d'Emmaüs indique que « la consigne était donnée à ses collègues féminines de ne pas aller voir l’abbé Pierre seule. »,.
Le 23 octobre 2024, Céline Béraud, sociologue à l'EHESS et auteure d'un livre consacré au Catholicisme français à l’épreuve des scandales sexuels, est nommée par Emmaüs à la tête de la commission indépendante qui doit commencer ses travaux de recherche sur les abus sexuels de l'abbé Pierre début 2025 pour une durée de deux ans. Selon elle, l'enjeu de ces travaux sera « de saisir et d’analyser les mécanismes qui ont permis de produire du silence durant plusieurs décennies autour de ces faits très graves et conduit à ce que le prêtre ne soit condamné ni en interne par l’Église ni dénoncé à la justice civile ». Elle estime que « si, dans les années cinquante, l’abbé Pierre avait été publiquement dénoncé, publiquement sanctionné, sa « carrière » de prédateur aurait été stoppée. C’est pour cette raison que les victimes souhaitent désormais que ces affaires soient révélées publiquement. Si l’abbé Pierre a pu agir dans les années 80 et 90, c’est bien parce qu’il y a soit eu une rupture de transmission, soit parce que le secret a été maintenu. »
Mediapart rapporte que Patrick Buisson a consigné dans son journal les propos du publicitaire Jean-Michel Goudard, alors conseiller de Nicolas Sarkozy, qui avait eu une discussion en janvier 2009 au sujet de l'abbé Pierre avec Martin Hirsch. Ce dernier avait quitté deux ans auparavant la présidence d'Emmaüs pour devenir haut-commissaire aux Solidarités actives contre la pauvreté. Martin Hirsch aurait confié à son interlocuteur que l'abbé Pierre « était un véritable obsédé sexuel » et « qu’il fallait le surveiller sans relâche ».

### Des éléments livresques connus depuis des décennies
Dès 1969, les auteurs de La Grande aventure d’Emmaüs rapportent allusivement que le prêtre, à partir des années 1950 « éprouve de plus en plus de peine à résister au tourbillon vertigineux et grisant. Aux tentations. »,. Biographe et ami intime de l'abbé Pierre, Pierre Lunel rapporte dans son ouvrage paru en 1992, 40 ans d'amour - L'abbé Pierre et Emmaüs, ce qu'il appelle les « égarements du Père » et ses « inconduites ». Il écrit à ce sujet : « Emmaüs est à la merci de la moindre révélation, mais la force du mythe assure le respect, à l’extérieur, de la loi du silence observée par les proches. La presse a trop contribué à édifier la statue de l’abbé pour se renier en la brisant. »,. En 2007, Sanda Slag, modèle, chanteuse et danseuse, amie et confidente de l’abbé Pierre entre 1985 et 1996, publie Le saint et la pécheresse « où elle évoque longuement les obsessions sexuelles du fondateur d’Emmaüs » et ses « comportements troubles »,. Dans sa biographie de l'abbé Pierre, Axelle Brodiez-Dolino avait documenté en 2009 les compulsions sexuelles du prêtre connues dès les années 1950-1960 qui, selon elle, constituaient, dès cette époque, un « secret de polichinelle »,. Dans son livre de mémoires, Paysan de la rive droite, paru en juillet 2023, un an avant la publication du premier rapport du cabinet Egaé, le théologien André Paul évoquait des faits de harcèlement de la part de l'abbé Pierre contre des femmes, que l'auteur aurait passés sous silence sans « les récentes révélations des ignominies sexuelles de personnalités aussi insoupçonnables que Jean Vanier et l'abbé Jean-François Six ». L'historien Yves Chiron estime que « le mouvement Emmaüs, les évêques de France et Pierre Lunel font semblant de découvrir des comportements qui pourtant étaient connus depuis des décennies », ne serait-ce que par des éléments « dont quiconque pouvait avoir connaissance par des ouvrages disponibles en librairie ».

## Remise en cause de la mémoire de l'abbé Pierre

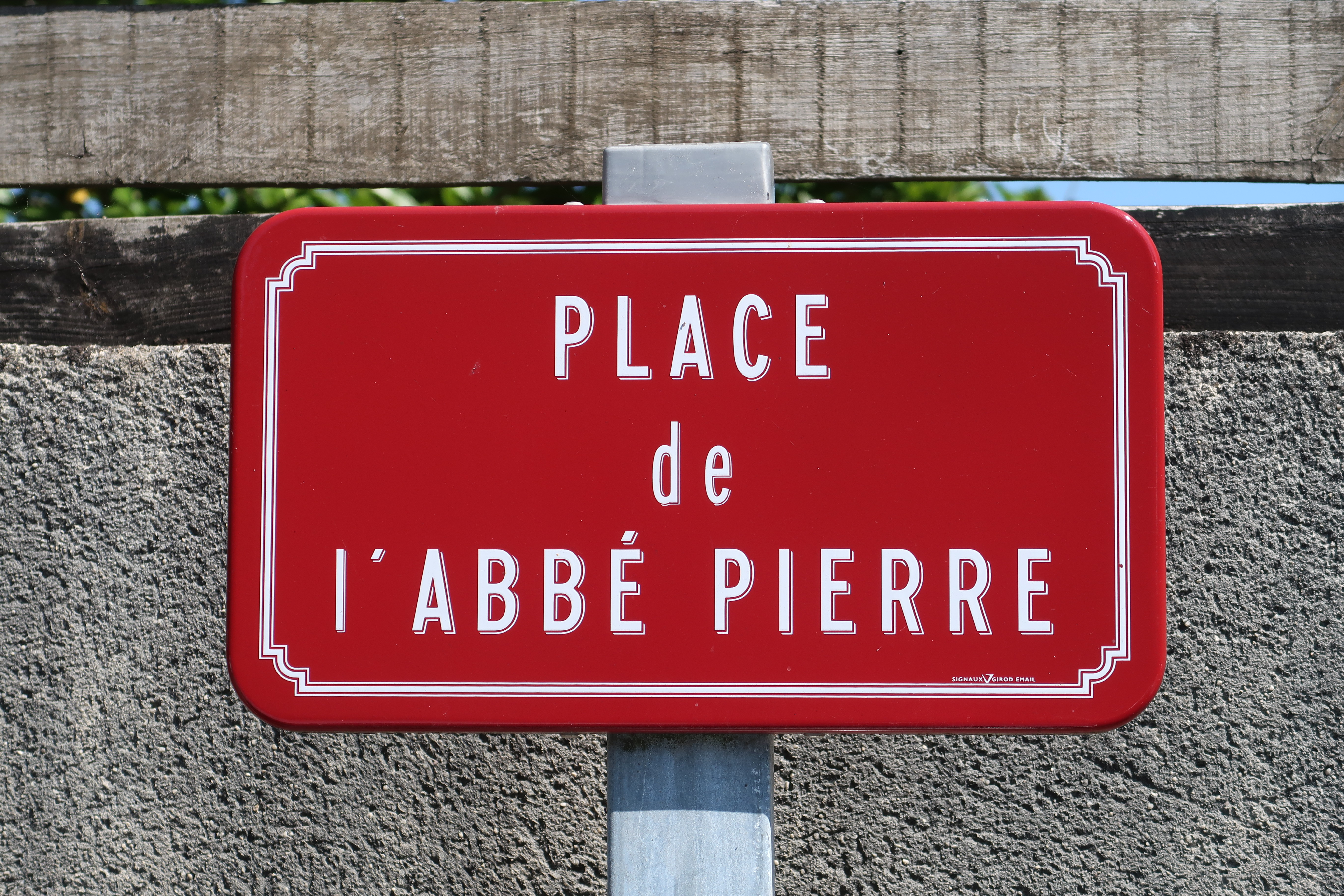

À la suite des révélations du second rapport Egaé, de nombreuses communes, en France et en Suisse, renomment des lieux publics portant le nom de l'abbé Pierre ou suppriment ses effigies,,,,. Dans leur communiqué du 17 septembre, la production et l'équipe artistique du film L'Abbé Pierre : Une vie de combats, sorti en salle fin 2023, condamnent les agissements du prêtre et apportent leur « soutien total aux nombreuses victimes de l'abbé Pierre »,. La diffusion du film à la télévision est compromise. La présence du portrait de l'abbé Pierre sur la Fresque des Lyonnais est remise en question après qu'il a été vandalisé les 28-29 septembre 2024. Il est effacé le 29 novembre.
Le 1er novembre et le jour suivant, une statue de l'artiste James Colomina représentant l'abbé Pierre à la façon d'un gisant, le sexe en érection sous un drap, est installée dans l'église du Gesù de Toulouse, désacralisée en 2000. L’œuvre, qui a pour titre Silentium, est destinée à « dénoncer le silence autour des abus commis au sein de l’Église. »,. Elle provoque des réactions contrastées parmi les 800 visiteurs et l'indignation sur les réseaux sociaux.

## Chronologie des abus allégués durant plus de50 ans

### Un rapport problématique à la sexualité dès son enfance et sa jeunesse
Selon Guy Tuscher, neveu de l'abbé Pierre, interviewé le 7 octobre 2024 par France Bleu, la famille du prêtre, notamment sa sœur, savait qu'il « avait des problèmes avec sa sexualité », sans être au courant des abus sexuels dont il est accusé.
Le journal Le Monde le confirme, et ce dès son plus jeune âge, dans un article du 13 décembre, par la révélation d'une longue lettre de 17 pages du jeune abbé Pierre, âgé de 19 ans, adressée en 1932 à son maître des novices chez les capucins, conservée par l'ordre dans ses archives. Il lui confie des troubles anciens par rapport à sa sexualité : une tentative d'automutilation de ses organes génitaux avec un couteau alors qu'il n'a que 5 ans, suivie, selon lui, par des abus sexuels deux ans plus tard, « sous la menace d’un pistolet », de la part d'élèves plus âgés aux Minimes où il est scolarisé, établissement dont il dit avoir « gardé hélas des habitudes, des troubles désastreux ». Il relate également une passion amoureuse à l'âge de 14 ans pour un adolescent dont il s'est épris, attirance homosexuelle obsédante et mal vécue qu'il décide de combattre par de sévères mortifications, portant une chaîne en fil de fer barbelé et dormant à même le plancher dans la chambre de la maison familiale.
Il avoue par la suite en 1937 au directeur des études des capucins qu'il s'est épris d'un frère, ce qui constitue pour lui une torture analogue à celle qu'il avait connue adolescent. Ses angoisses liées à la sexualité sont le motif de sa sortie en 1939 de la vie religieuse à laquelle il est jugé inapte, peu de temps après son ordination sacerdotale. Aussi devient-il prêtre diocésain, non dans l'archidiocèse de Lyon, sa ville d'origine, qui accueille pourtant à l'époque des centaines de vocations par an, mais dans celui de Grenoble pour des raisons non élucidées.

### Dans les années 1940
En 1942, alors qu'il est l'aumônier de l'orphelinat de La Côte-Saint-André, en Isère, son attitude ambiguë envers des jeunes filles, qui l'aident auprès des enfants, est considérée comme suspecte par son supérieur qui en réfère par lettre à Alexandre Caillot, évêque de Grenoble, qui lui écrit en retour partager son inquiétude au sujet de l'abbé Pierre. Des sources évoquent une première relation sexuelle avec une femme pendant la seconde Guerre mondiale alors qu'il est engagé dans la Résistance.

### Dans les années 1950
Sa popularité, avec la création d'Emmaüs en 1949 et son appel de 1954, ont donné lieu à de nombreuses incartades sexuelles. Dès 1951, alors que l'abbé Pierre était député à l'Assemblée nationale, une femme qui y travaillait aurait subi de sa part des contacts physiques non sollicités,. Une autre femme, assistante d'un parlementaire, aurait décrit le « comportement de l'abbé Pierre comme celui d'un prédateur sexuel, qui agressait les collaboratrices et entretenait des relations sexuelles avec elles »,. Malgré la vigilance de Lucie Coutaz, et la surveillance de celui qui lui succède après son décès en 1982, l'abbé Pierre « aurait cependant poursuivi son comportement à risques »,.

#### Le voyage en Amérique du Nord (avril-mai 1955)

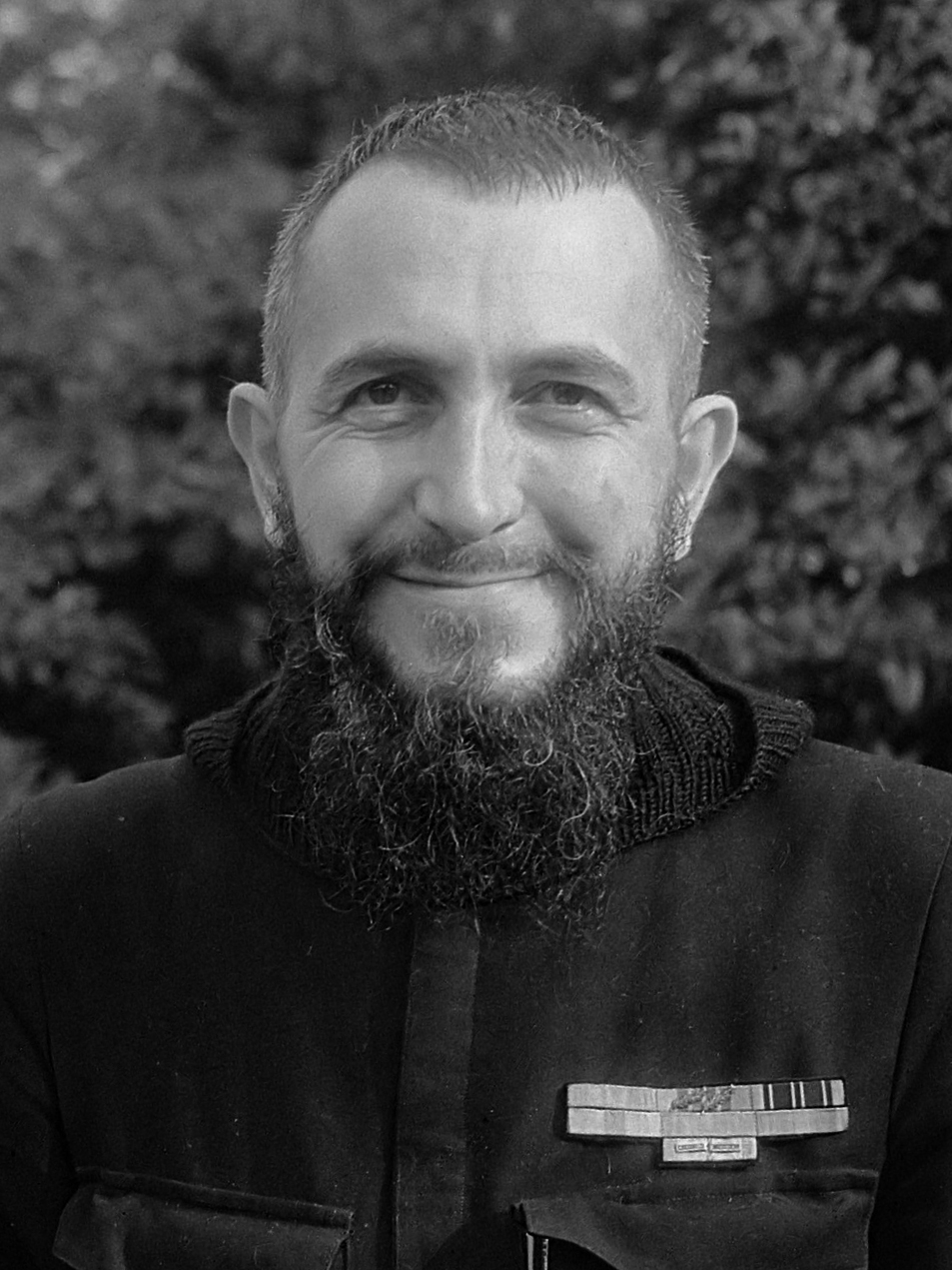
L'abbé Pierre en 1955.

Après son appel très médiatisé du 1er février 1954, qui permet à Emmaüs d'engranger en quelques mois sans aucun contrôle l'équivalent de 26 millions d'euros, l'abbé Pierre part pour les États-Unis le 19 avril 1955. Jacques Maritain, ancien ambassadeur de France près le Saint-Siège et professeur à l’université de Princeton, est chargé de l'organisation de cette tournée dans plusieurs villes américaines, de la côte Est jusqu'à Los Angeles, avec l'un de ses étudiants américains, Marshall Suther. Des interventions télévisées et une conférence au siège de l'Organisation des Nations unies (ONU) sont également prévues. L'abbé Pierre débarque à New York le 25 avril où il est accueilli par Maritain et par le cardinal Francis Spellman, archevêque du lieu, qui remet au prêtre un chèque de 2 000 dollars. Les 6 et 7 mai, Maritain est prévenu, par deux prêtres américains « affolés », les pères Illich et LaFarge, de plaintes de deux femmes à New York au sujet de l'abbé Pierre, qui se trouve alors à Chicago en compagnie de Marshall Suther, ainsi que de Saul Alinsky, également ami de Maritain. Elles affirment que le prêtre leur a fait des avances sexuelles. L'abbé Pierre de son côté fait valoir le même jour par téléphone à Maritain qu'il s'agit « d’imprudence minime ». Trois jours plus tard, Marshall Suther fait cette révélation à Maritain, que ce dernier note ainsi dans ses carnets : « On ne peut comprendre la quantité de folies [commises par l'abbé Pierre] avec des femmes inconnues, non seulement à New York mais aussi à Paris. » Spellman et l'archevêque de Chicago, le cardinal Samuel Alphonsus Stritch, sont alertés,.
Maritain préconise le 12 mai 1955 un retour précipité de l'abbé Pierre par un vol direct de Chicago à Paris afin d'éviter le scandale : d'autres plaintes sont aussi rapportées à Chicago et à Washington. L'abbé Pierre tente de se dérober à son exfiltration en retournant à New York et, contre la volonté de Maritain, prolonge même son voyage outre-Atlantique jusqu'à Montréal où il se rend coupable d'agressions sexuelles selon le rapport circonstancié de l'archevêque Paul-Émile Léger. Un jésuite américain recommande à Maritain de rencontrer Spellman pour lui assurer que le cardinal Maurice Feltin, archevêque de Paris, est prévenu, de sorte que l'abbé Pierre ne revienne jamais aux États-Unis. Deux autres évêques français ont connaissance des faits qui se sont déroulés lors de ce voyage écourté : André-Jacques Fougerat, alors évêque de Grenoble, diocèse dont dépend l'abbé Pierre, et Alexandre Renard qui a sous sa juridiction, en tant qu'évêque de Versailles, plusieurs communautés du mouvement,.
Quelque mois plus tard, Marshall Suther met au courant, de manière voilée, un proche de l'abbé Pierre, s'attirant à la fin de l'année 1955 une réponse courroucée et menaçante du prêtre dans une lettre : « Tu promettais de ne plus te mêler de cette multitude de choses où tu ne sais accumuler que des ravages, chaos et infection […] Sache que pas une récidive ne restera sans réponse, et s’il le faut [mes réponses seront] brutales, chirurgicales. »
Parmi les témoignages recueillis par le cabinet Egaé, une femme rapporte qu'une parente a raconté à plusieurs reprises avoir été victime d'une tentative d'abus sexuel de la part de l'abbé Pierre dans un hôtel de New York en 1955 lors de ce voyage.

#### Mesures prises par la hiérarchie catholique et Emmaüs (septembre 1955 - été 1958)

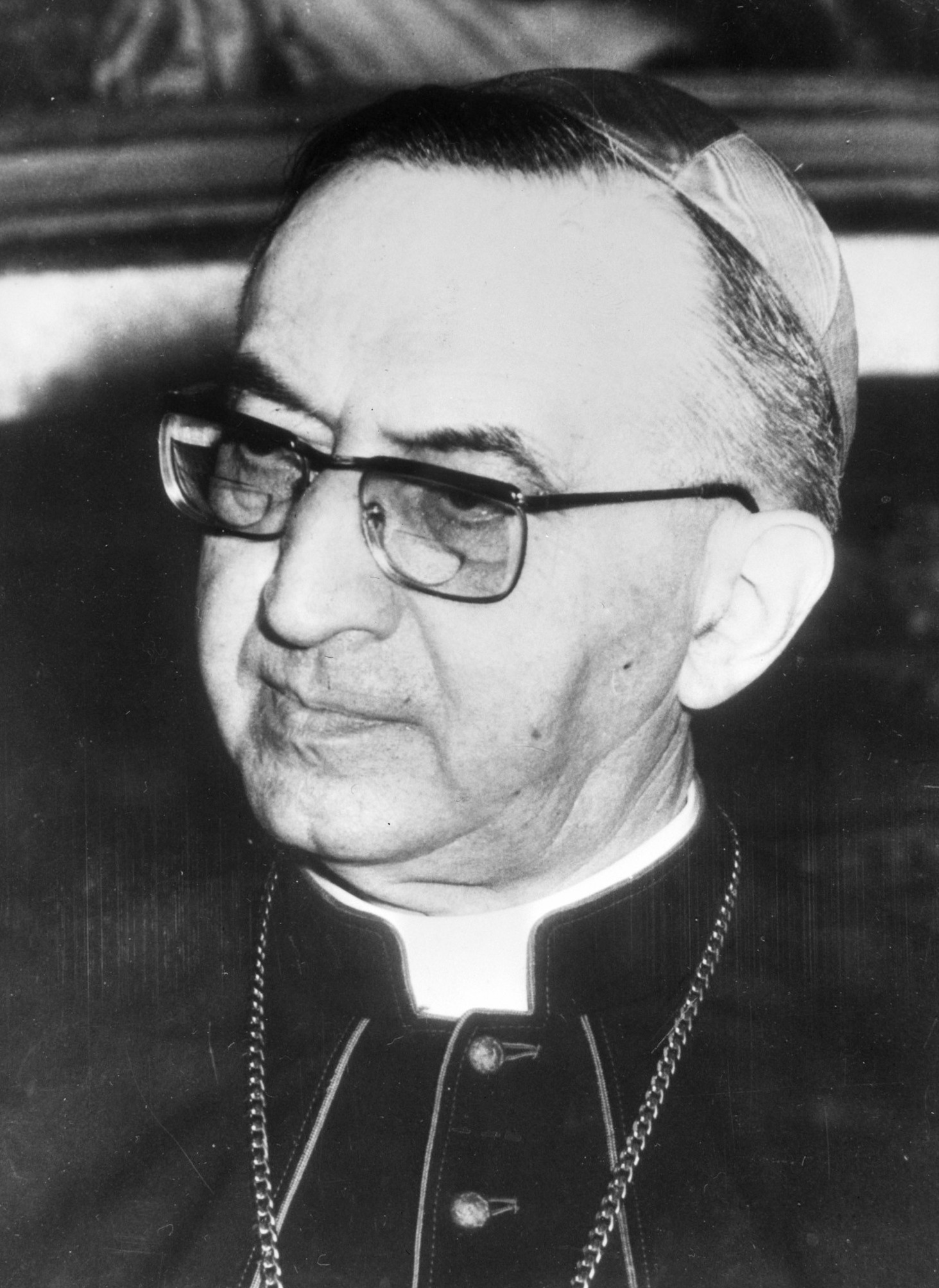
Jean-Marie Villot.

Jacques Maritain, revenu en France à l'été 1955, apprend début août qu'« un photographe est au courant des habitudes de l'abbé Pierre, qui durent depuis des années » ainsi qu'il le note dans son carnet. Aussitôt il cherche avec René Voillaume à attirer l'attention du cardinal Feltin sur le cas de l'abbé Pierre. Le Vatican est mis au courant par Paul-Émile Léger qui envoie un compte-rendu détaillé : à Montréal l'abbé Pierre a « embrassé, étreint, caressé et touché des femmes qui s'en sont plaintes ». Il avise également le cardinal Feltin qui se défausse sur Alexandre Renard qui, selon lui, est en quelque sorte l'ordinaire de l'abbé Pierre puisqu'il exerce son ministère dans son diocèse, à Rueil-Malmaison.
Le 8 septembre, le Saint-Office charge le nonce apostolique en France, Paolo Marella, de mener son enquête sur l'abbé Pierre et dépêche également l'un de ses commissaires, le dominicain Paul Philippe, auprès d'un psychiatre renommé, John W. Thomson, afin de recueillir son avis sur le fondateur d'Emmaüs. Il est aussi informé en octobre par Joseph Géraud, un chanoine du Latran, qui rapporte à l'instar de Paul-Émile Léger avoir eu connaissance de « choses immorales » s'étant déroulées aux États-Unis concernant des femmes qui se sont « plaintes d'avoir subi des attouchements » ce qui a scandalisé sur place aussi bien des catholiques que des protestants. Le Saint-Office lui demande de prévenir Maurice Feltin qui, là encore, renvoie Joseph Giraud vers Alexandre Renard.
Le Saint-Office se saisit du cas de l'abbé Pierre le 4 novembre. Quelques jours plus tard, le 11 novembre, son secrétaire, le cardinal Giuseppe Pizzardo, demande à Alexandre Renard d'ouvrir une procédure judiciaire canonique contre l'abbé Pierre. L'évêque de Versailles lui adresse un plaidoyer en sa faveur. Il écrit notamment : « Il semble que les relations inhonestae [déshonorantes] de l'abbé ont été moins graves qu'il n'a été dit. » Il fait également valoir qu'en France le prêtre est « un symbole aux yeux des masses qu'il galvanise à la manière d'un prophète ». Cette défense de l'abbé Pierre a pour effet de désamorcer la procédure demandée par le Vatican. Jean-Marie Villot, alors secrétaire général de l'épiscopat français, intervient cependant auprès d'Alexandre Renard qui adresse une monition canonique au prêtre.
Le fondateur d'Emmaüs alterne ensuite entre 1956 et 1957 retraites et séjours en clinique,. Il est mis en octobre 1957 sous la tutelle de deux socius (« à la fois chaperon et conseiller spirituel »), condition requise pour le renouvellement de son celebret, c'est-à-dire l'autorisation pour un prêtre de dispenser les sacrements. L'un d'eux est le jésuite Prosper Monier,,. Officiellement pour être opéré d'une hernie diaphragmatique dans un hôpital suisse, il est interné en décembre 1957 dans l'institut psychiatrique d'Oscar Forel à Prangins, à la clinique des Rives, où il est soigné par des cures de sommeil et des piqûres d'insuline,. Ce séjour lui est imposé notamment par André-Jacques Fougerat, évêque de Grenoble en accord avec Emmaüs. « Les prêtres déviants sont habituellement pris en charge en France par le Secours sacerdotal, la délocalisation laisse donc croire combien l’affaire est prise au sérieux,. » Outre la question des affaires de mœurs, qui fait dire à un psychiatre que l'abbé Pierre est « au bord de l'aliénation mentale », ce séjour est destiné à le désintoxiquer des amphétamines qu'il a consommées en grande quantité au moment où il enchaînait les conférences après son appel de l'hiver 1954,.
Jean-Marie Villot confie au cardinal Pierre Gerlier, dans une lettre du 10 janvier 1958, ses craintes que l'affaire n'éclate : « Il ne faut pas se dissimuler en effet que tout cela pourra un jour ou l'autre être connu et que l'opinion serait bien surprise alors de voir que la hiérarchie catholique a maintenu sa confiance à l'abbé Pierre. Il y a longtemps déjà que le Parti communiste a un dossier à son sujet. Toute la psychologie de l'abbé, attachante par l'humilité avec laquelle il parle de ses faiblesses, n'en est pas moins fort inquiétante et trouble par la facilité avec laquelle il les accepte et en minimise la gravité. ». De même, dans un courrier adressé à l'évêque de Grenoble, Villot exprime ses craintes que le Parti communiste français (PCF) ébruite l'affaire : « Je ne voudrais pas avoir à me reprocher les conséquences d’un abandon de cette affaire alors que je sais par ailleurs de quelle gravité sont les faits qui pourraient revenir à la surface et sur lesquels le Parti communiste lui-même possède une ample documentation »,. La presse catholique française est mise au courant : à des journalistes danois qui s'étonnent de la mise à l'écart de l'abbé Pierre, la Maison de la bonne presse demande de garder le silence sur son cas dans un télex de 1958.
À la demande des premiers responsables d'Emmaüs, dont Yves Goussault, il est alors écarté de la communauté par la hiérarchie catholique. Les évêques nomment un nouvel animateur à Emmaüs en la personne du père Jacques, un religieux franciscain, Jean Vreck à l'état civil. L'abbé Pierre, même s'il délègue ses pouvoirs, ne se retire pas du mouvement.
Il quitte la clinique de Prangins en juin 1958 et est discrètement envoyé à l'abbaye d'Hauterive en Suisse, pays où il cherche à créer une structure parallèle à Emmaüs, dont il a perdu la responsabilité, ce qui ne l'empêche pas de puiser dans le compte bancaire de la communauté, qui est aussi le sien. Il exige d'être libéré de la présence du socius qui l'accompagne dans ses déplacements.
La hiérarchie catholique ne sait que faire de lui. Plusieurs couvents refusent de l’accueillir et il est jugé inapte à diriger une paroisse. Jean-Marie Villot et Henri Foucart, membre du secrétariat de l’Assemblée des cardinaux et archevêques de France (ACA) envisagent d'envoyer l'abbé Pierre dans un pays du Tiers monde. L'idée est abandonnée, mais Villot plaide auprès du cardinal Pierre Gerlier, archevêque de Lyon, en faveur « d'une retraite ou d'un grand effacement »
Les évêques limitent alors les déplacements de l'abbé Pierre : son agenda est surveillé par Julien Gouet, secrétaire général de l'ACA,. Des sanctions canoniques, dont il demandera plusieurs fois la levée, au moins jusqu'en 1966, sont prises contre lui : il a interdiction de confesser. Les autorités civiles sont averties : alors qu'Edmond Michelet, ministre des anciens combattants, s'apprête en 1958 à promouvoir l'abbé Pierre au grade d'officier de la Légion d'honneur, le cardinal Feltin lui écrit pour l'en dissuader : « Il vaut mieux ne pas parler de cet abbé. Il a eu d’heureuses initiatives, mais il semble préférable, actuellement, de faire silence sur lui,,. ». Les Renseignements généraux ouvrent un dossier sur le prêtre concernant ses mœurs. Une lettre de Jean Villot confirme en 1958 qu'« il y a longtemps que celui-ci est dans un état anormal (de sexto) », expression issue du code de droit canonique de 1917 qui signifie que la hiérarchie considère qu'il a péché en matière sexuelle. Un « "protocole" [est] mis en place pour tenter de contrôler l’abbé Pierre, un échafaudage de mesures précaires oscillant entre surveillance étroite et liberté relative. ».
Lucie Coutaz, secrétaire de l’abbé Pierre et cofondatrice d’Emmaüs, s'inquiète de cette situation qui met l'œuvre en péril si les faits viennent à être connus du public. Une politique du silence se met alors en place pour la protéger. Selon l'historienne Axelle Brodiez-Dolino, biographe de l'abbé Pierre, le mouvement aurait fait dans ses archives « un très gros ménage dans les années 1950 ; tout a été méthodiquement expurgé ».

#### D'autres abus recensés
En 1953, une femme âgée à l’époque de 17 ans (la majorité étant alors fixée à 21 ans), aurait « subi un contact entre ses cuisses, sous sa jupe »  de la part de l’abbé Pierre lors d'un voyage en train. Les religieuses auxquelles elle a confié les faits à son arrivée « lui ont dit qu’elle avait tout imaginé ».
En 1956, une autre femme, qui avait alors 18 ans, aurait été forcée de masturber l'abbé Pierre à Rabat, au Maroc, selon le témoignage de ses enfants à qui elle en avait parlé,,.
L'abbé Pierre aurait posé des gestes de nature sexuelle sur des femmes en charge de l'hôtellerie dans une communauté dominicaine en Suède à Lund, pays où il avait été invité en 1958, et où il faisait des séjours occasionnels, à tel point que « le supérieur aurait exigé qu'à l'avenir il ne revînt qu'accompagné de [son] socius. »,.
Échappant au contrôle de ses déplacements par la hiérarchie catholique, l'abbé Pierre poursuit ses voyages à l'étranger. Au début de l'année 1959, il se trouve au Liban, et envisage à nouveau de se rendre au Québec comme il l'avait fait en 1955. Le Vatican s'y oppose. Le nonce apostolique en France, Paolo Marella, écrit le 27 janvier à Jean Villot afin qu'il se mette en contact avec le père Jacques pour savoir où se trouve l'abbé Pierre et lui fait connaître que « le Saint-Siège ordonne à M. l’abbé Pierre de suspendre immédiatement le voyage qu’il a l’intention d’effectuer au Canada en raison des difficultés qui ont été signalées par les évêques du pays. » Le père Jacques prévient l'abbé Pierre, qui à son retour en France rencontre Paolo Marella, comme l'atteste une lettre de l'évêque de Grenoble datée du 21 février. L'abbé Pierre remet au nonce un dossier sur son projet de voyage au Canada et en Amérique du Sud. Finalement, sans que l'on en connaisse les raisons, levée de l'interdiction vaticane ou de son propre chef, l'abbé Pierre se rend au Canada où il séjourne en septembre 1959 dans la trappe d'Oka. Sur place, l'abbé Pierre écrit le 6 septembre à un prêtre, le père Roy, pour démentir les accusations à son sujet, et menacer ses accusateurs de poursuites judiciaires. L'abbé Pierre récidive lors de cette visite qui se solde par l'intervention de la police et un nouveau scandale,.

### Dans les années 1960

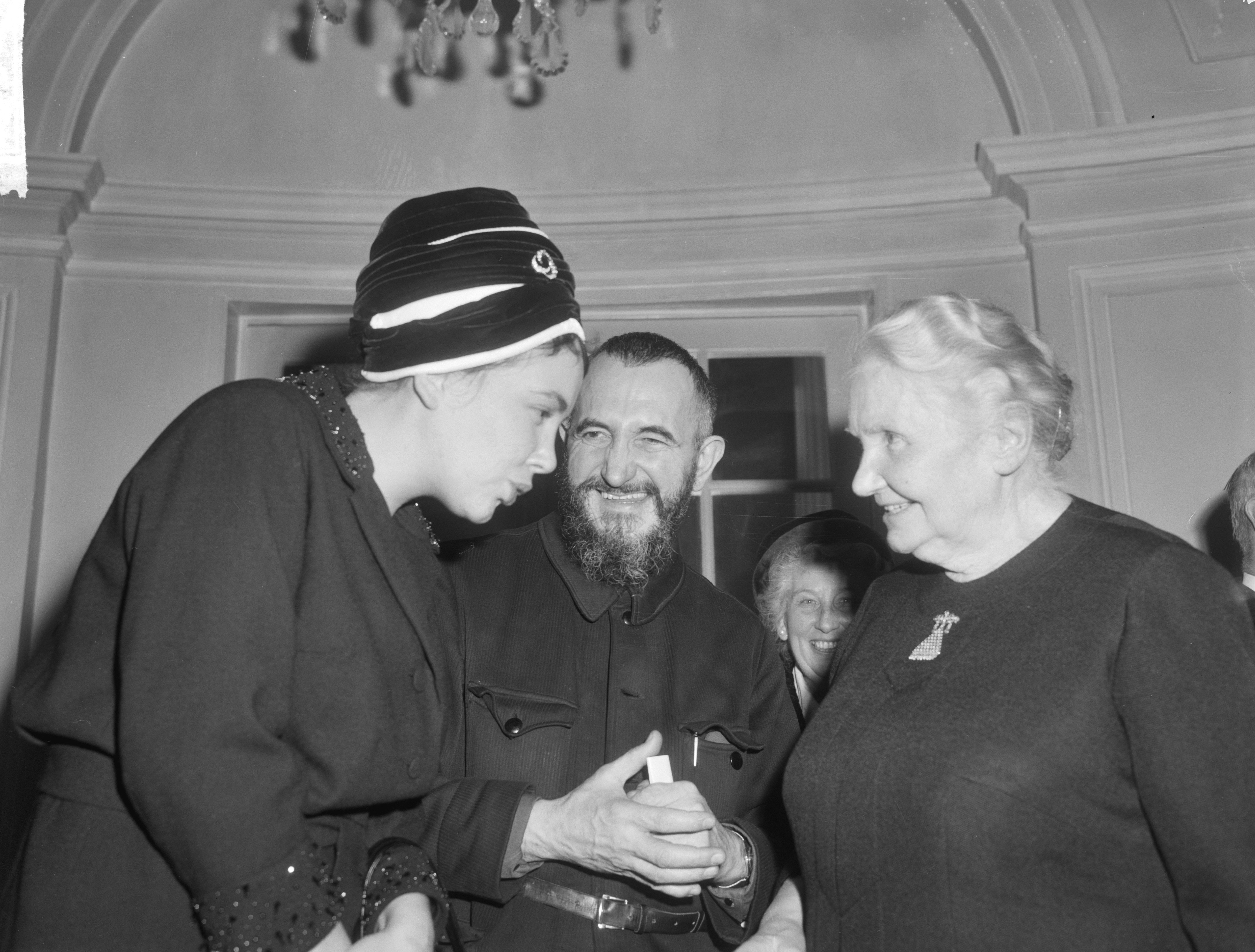
L'abbé Pierre en 1965.

Certains témoignages recueillis par le cabinet Egaé sont anonymes. « Ces récits, cohérents avec les autres faits rapportés, datent pour la plupart des années 1960. » L'un d'eux porte sur des faits commis au début de la décennie sur un jeune garçon d'une dizaine d'années dans une institution religieuse, selon le mouvement Emmaüs. Le dossier a été transmis à la Commission reconnaissance et réparation (CRR),.
L'abbé Pierre est éloigné en 1961 à Béni Abbès en Algérie française pour une retraite spirituelle. Pour les chercheurs de la Ciase, cette mesure « suit la logique de réforme comportementale appliquée par l’Église aux prêtres déviants et agresseurs sexuels. ».
André Paul écrit aussi dans ses mémoires avoir été informé d'autres faits d'agressions sexuelles commis à Montréal en 1963, alors que l'abbé Pierre faisait la promotion des fraternités d'Emmaüs : « L'affaire se serait réglée à l'amiable entre la police locale et les autorités ecclésiastiques » à la condition expresse du cardinal Maurice Roy que l'abbé Pierre ne revienne plus jamais au Québec,,,.
Dans une lettre du 13 mars 1964 adressée au cardinal Roy, quelques mois après cette visite, Pierre Veuillot, archevêque coadjuteur de Paris, reconnaît explicitement le comportement déviant du prêtre : il évoque à son sujet « un grand malade mental » atteint par la « perte de tout contrôle de soi », et, à propos de ses victimes, des « jeunes filles […] marquées pour la vie ». Pierre Veuillot explique qu'« on a remarqué que les « accidents » [entre guillemets dans le texte] ne se produisent pas quand il a un guide qui se charge de lui ». Aussi il convient selon lui de « l'escorter au plus près », de « ne pas le perdre de vue », mais aussi de « ne pas le briser psychologiquement ». Il explique cependant qu'il est « impossible de le désavouer politiquement [car] ceux qui ont la responsabilité de son cas craignent un scandale ».
Avec la permission du secrétaire général de l'épiscopat français, Julien Gouet, l'abbé Pierre s'installe à partir de 1964 dans une maison à Esteville (Seine-Maritime) léguée à Emmaüs. Il ne semble plus avoir de socius pour l'accompagner, mais le secrétaire général de l'Assemblée des cardinaux et archevêques de France écrit à l’archevêque de Rouen pour lui indiquer qu'il ne doit « jamais être seul ».
Une femme rapporte des agressions sexuelles qu'elle aurait subies en 1966 à l'âge de 17 ans alors qu'elle accompagnait l'abbé Pierre dans un camp de jeunes en région Centre.

### Dans les années 1970
Une femme, Rachel, témoigne avoir subi en Île-de-France à plusieurs reprises, entre 1973 et 1975, des attouchements sur son sexe de la part de l'abbé Pierre, alors qu'elle avait 8 et 9 ans. Elle lui rendait visite, accompagné de son beau-père, qui par ailleurs commettait sur elle des viols incestueux, un ancien missionnaire en Afrique en contact avec l'abbé Pierre. Le prêtre profitait des moments où il était seul avec elle dans son bureau pour se livrer à des agressions sexuelles,,. « Elle a fourni des éléments cohérents et précis sur le lieu et le contexte de ces faits »,.
Deux sœurs âgées à l'époque de 11 et 15 ans, rapportent avoir subi des violences sexuelles. La première dit avoir été masturbée par l'abbé Pierre, la seconde affirme avoir été contrainte à lui faire une fellation. Elles auraient aussi été victimes de violences sexuelles de la part d'un couple proche de l'abbé Pierre ainsi que de leurs propres parents. La plus jeune aurait également abusée « par des religieux et par un prêtre ».
Une autre femme témoigne d'agressions sexuelles alors qu'elle avait 15 ans au domicile de ses parents dans une communauté Emmaüs,. Une salariée d'Emmaüs rapporte des faits d'agressions sexuelles entre 1977 et 1980.

### Dans les années 1980

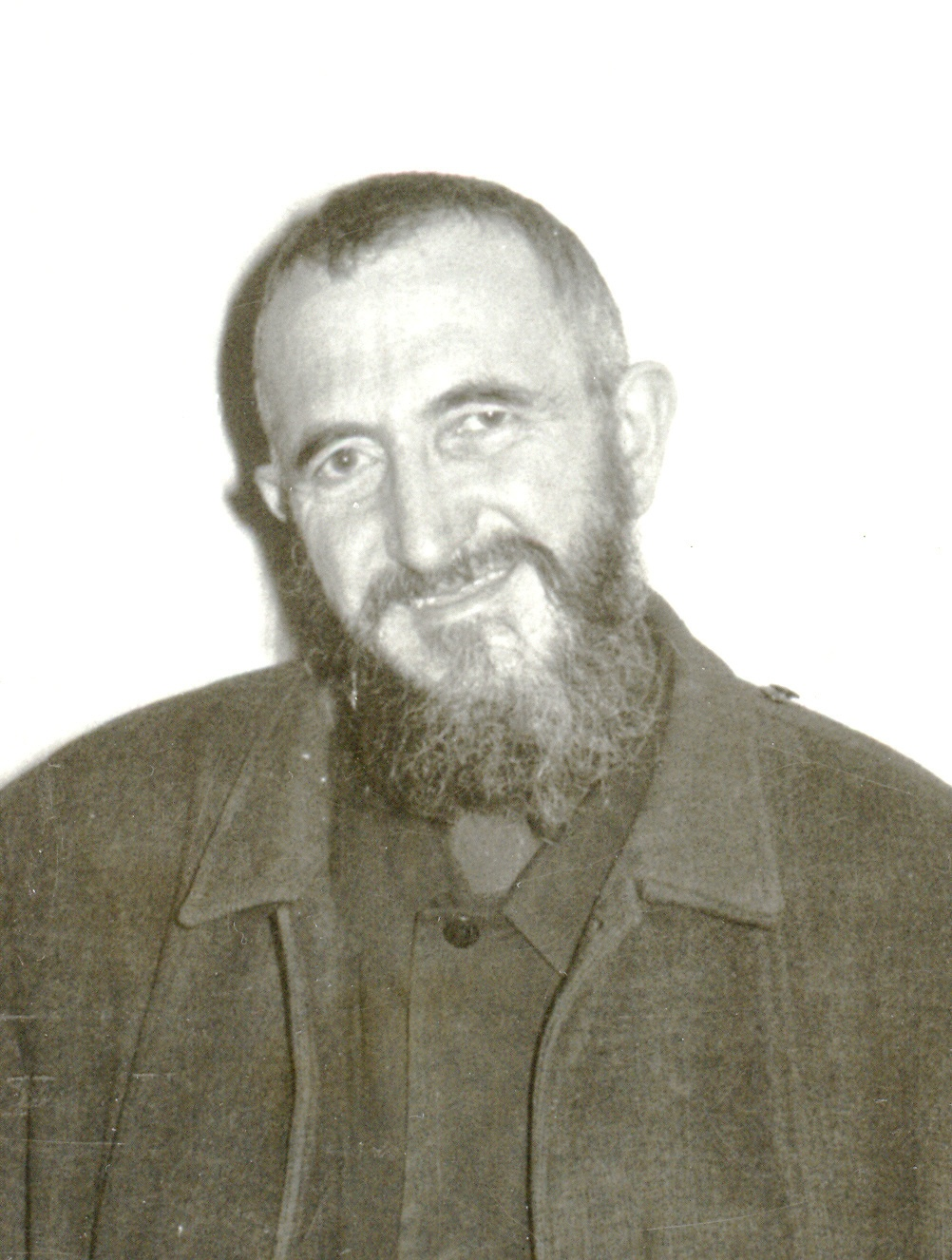
L'abbé Pierre autour des années 1980.

Une femme, fille d'un couple proche de l'abbé Pierre, témoigne d'agressions sexuelles, entre ses 16 et 17 ans, ayant débuté en 1980 qui se sont reproduites à deux reprises alors qu'elle était majeure en 1982 et en 1988 ou 1989. Son témoignage écrit, produit en 2003 devant l'abbé Pierre en présence de son père, aurait été pris par le prêtre et passé devant eux à la déchiqueteuse. Un autre témoin atteste de cette entrevue,.
Dans un témoignage intégralement reproduit à sa demande dans le second rapport, une femme témoigne d'une agression sexuelle au seuil de la chambre de l'abbé Pierre alors qu'elle avait une vingtaine d'années. Son témoignage fait suite au premier rapport et au communiqué d'Emmaüs international que lui a transmis Pierre Vignon, par ailleurs connu pour son engagement auprès des victimes d'abus sexuels dans l'Église catholique.
Deux témoignages parvenus à la Commission indépendante sur les abus sexuels dans l'Église (Ciase) portent sur des faits d'agressions sexuelles commis en 1980 sur une salariée d'Emmaüs, et en 1981 sur une femme à Namur en Belgique à l'occasion d'une dédicace après une conférence donnée par l'abbé Pierre.
Influencée par le contexte en Belgique de l'affaire Dutroux, la seconde femme, avocate, écrit en 1996 à l'abbé Pierre pour lui réclamer des excuses qu'elle n'obtient pas. Elle fait à nouveau en 2005 parvenir une lettre à l'ordre des capucins, auquel avait appartenu l'abbé Pierre. L'ordre la transmet au diocèse de Grenoble, où l'abbé Pierre avait été incardiné en 1939. L'évêque, Louis Dufaux, répond aux capucins qu'il ne compte donner aucune suite à l'affaire sauf si la plaignante s'adresse directement à lui. L'abbé Pierre répond à celle qui le sollicite qu'il ne se souvient plus des faits, mais lui demande de lui pardonner quoi qu'il ait commis,. Le 25 août 2024, l'évêque de Grenoble, Jean-Marc Eychenne, annonce au Dauphiné libéré avoir retrouvé la lettre de 2005 en consultant les archives de son diocèse,,,. Deux jours auparavant, des membres de Mouv'Enfants, une association de défense des victimes d’inceste et de violences sexuelles, avaient manifesté devant l'évêché de Grenoble pour demander une enquête sur les faits commis par l'abbé Pierre,.
Jean-Christophe d’Escaut, issu d’une famille accueillie dans la première communauté Emmaüs, à Neuilly-Plaisance (Seine-Saint-Denis), accuse le prêtre, dans un livre paru en 2007 intitulé L’Abbé Père, d’avoir tenté de toucher les seins de sa sœur en 1984. La chanteuse Sandra Slag affirme également, dans son livre Le Saint et la Pécheresse paru en 2008 et dans une interview, que le prêtre se serait déshabillé devant elle et sa fille en 1985, puis une seconde fois avec elle seulement en 1991,.
En Suisse, une journaliste d'origine péruvienne de la revue religieuse Choisir, Édith Romero, témoigne avoir subi en 1988 des agressions sexuelles de la part de l'abbé Pierre lors d'une interview à Genève. Elle évoque ces faits en 2007 dans l'hebdomadaire péruvien Caretas. Selon elle, l'abbé Pierre aurait cherché à abuser des volontaires de la communauté Emmaüs de Lima,,. Une jeune femme majeure témoigne à la même époque d'une tentative d'agression dans une institution en Suisse où le prêtre était accueilli lors d'un déplacement.
Selon un autre témoignage parvenu à la Commission indépendante sur les abus sexuels dans l'Église (Ciase), une femme alors âgée de 33 ans, E. de C., dans une situation matérielle précaire, demande en 1989 l'aide de l'abbé Pierre pour trouver un logement. Elle vient alors de quitter le Canada pour la France, après avoir divorcé de son mari en raison de violences conjugales. Le prêtre l'installe à l’hôtellerie de l'abbaye Saint-Wandrille de Fontenelle (Seine-Maritime) et paie la pension de son fils aux Petits chanteurs à la croix de bois. L'abbé Pierre profite de sa situation pour l'utiliser entre 1989 et 1990 comme « objet sexuel » dans son appartement parisien : masturbation devant elle, flagellation réciproque, fellations forcées (pouvant être qualifiées de viols) et proposition de triolisme avec une autre femme. C'est en regardant le documentaire Religieuses abusées, l'autre scandale de l'Église, qu'E. de C. décide de livrer son témoignage à la Ciase le 20 mars 2019, peu avant son décès en juin,,,,,.
L'abbé Pierre aurait également violé, à Esteville où il résidait, un adolescent âgé de 13 ans au moment des faits. L'homme a fait une demande d'indemnisation à l'instance nationale indépendante de reconnaissance et réparation (Inirr).
Une personne témoigne qu'une femme « engagée dans des associations humanitaires, et aujourd’hui décédée » lui a confié que l'abbé Pierre lui a fait subir « un acte sexuel avec pénétration ».

### Dans les années 1990

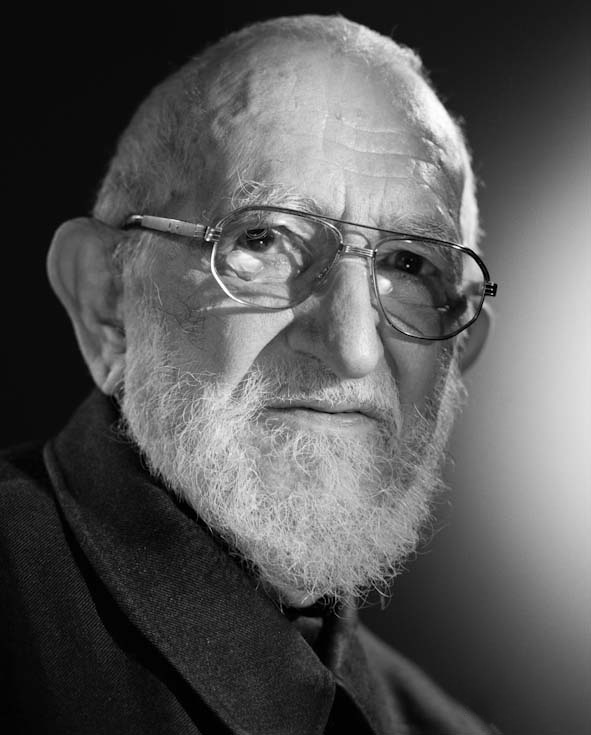
L'abbé Pierre en 1999.

Une autre femme en état de vulnérabilité économique, alors âgée de 22 ans, témoigne d'agressions sexuelles au début des années 1990 à l'occasion d'une dizaine d'entretiens avec l'abbé Pierre qui l'a hébergée deux semaines chez lui à Esteville et l'a aidée dans ses démarches pour trouver un logement,,. Une femme qui réalisait un reportage en 1995 sur une communauté d'Emmaüs dit avoir subi une agression sexuelle qu'elle a rapportée aux responsables.
Une femme dit avoir été victime de la part de l'abbé Pierre d'« au moins trois faits de violences sexuelles lorsqu’elle avait 10 ans ».
Une autre femme, qui était alors âgée de 17 ans, témoigne avoir été victime en 1997 d'agressions sexuelles de l'abbé Pierre lors d'une conférence à Marseille.
Une élève-infirmière aurait été sexuellement agressée en 1999 alors que le prêtre était hospitalisé. Ses collègues lui auraient dit que « c’était courant avec l’abbé Pierre ». La même année une autre femme alors âgée de 20 ans aurait subi d'un baiser forcé alors qu'elle accompagnait le prêtre dans le cadre d'un événement à Paris. À la fin des années 1990, une membre de la famille de l'abbé Pierre aurait été victime de sa part d'un baiser forcé et de contacts sur ses seins.

### Dans les années 2000
Deux femmes rapportent une agression sexuelle, l'une en 2001, l'autre en 2005 à Florence.
Le 20 juillet 2024 sur France Inter, une femme témoigne d'une agression sexuelle en 2006, alors que l'abbé Pierre avait 93 ans et était soigné dans un hôpital militaire parisien. Selon le témoignage de cette infirmière, « il était coutumier du fait », deux ou trois de ses collègues de travail ayant eu aussi à subir le même traitement. Selon elle, les faits n'avaient pas été rendus publics, l'intéressée ayant mis le comportement de l'abbé Pierre sur le compte de son âge avancé, ignorant totalement à l'époque que l'abbé Pierre avait commis les mêmes actes durant des décennies,.